# 朝霞駐屯地
朝霞駐屯地（日语：／ Asaka Chiyuutonchi）是位於日本東京都練馬區和埼玉縣朝霞市、和光市、新座市的屯駐地。陸上自衛隊陸上總隊司令部、東部方面隊總監部等單位駐屯於此處。

## 朝霞訓練場
駐屯地的西側設有朝霞訓練場，內含汽車教育所、屋內射擊場、高射地區（包括彈藥庫）等，1964年夏季奧林匹克運動會現代五項射擊比賽、射擊比賽與2020年夏季奧林匹克運動會射擊比賽在此舉行。

## 外部連結
- 陸上自衛隊：朝霞駐屯地 （页面存档备份，存于） （日語）
- 陸上自衛隊朝霞訓練場 東京2020オリンピック・パラリンピック競技大会 （页面存档备份，存于） （日語）